# Pedobear

Ảnh miêu tả Pedobear

Pedobear là một meme Internet trở nên nổi tiếng thông qua diễn đàn hình ảnh 4chan. Đúng như tên gọi ("pedo" là viết tắt của for "pedophile" (người ái nhi)), nó miêu tả một chú gấu hoạt hình ái nhi. Đây là một khái niệm dùng để chế nhạo những kẻ ấu dâm hoặc những người có sở thích tình dục với trẻ em hoặc "jailbait". Hình ảnh con gấu được ví như mồi nhử để dụ dỗ trẻ hay là linh vật của những người ái nhi.